# 扬州站
扬州站位于中华人民共和国江苏省扬州市邗江区文昌西路，有宁启铁路经过。车站于2003年开工建设，2004年3月建成，并于当年4月18日投入运营，为中国铁路上海局集团新长车务段管辖的客运二等站。

## 历史

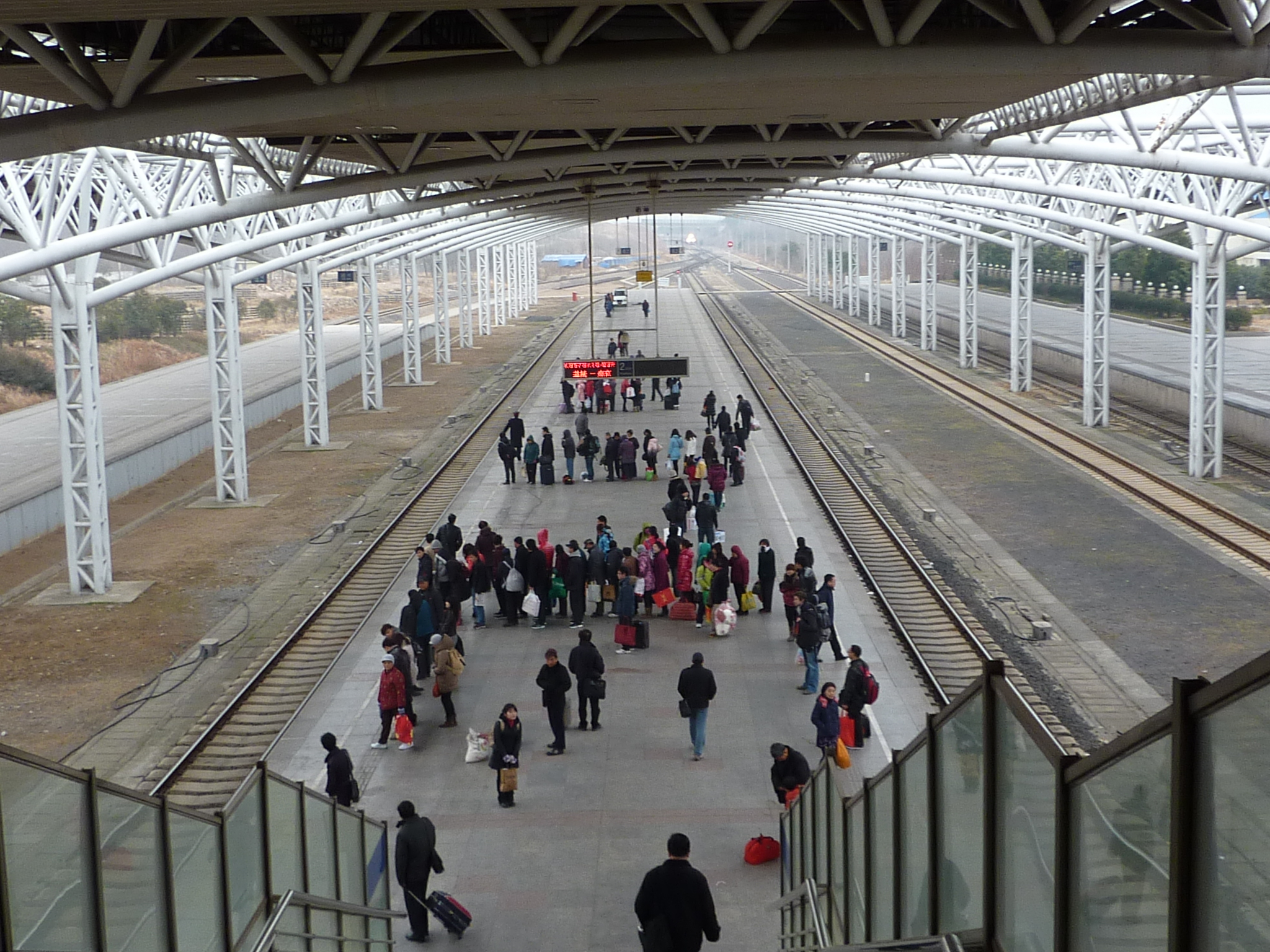
仅启用4条股道时的车站站场（2011年）

扬州站于2003年7月18日开工建设，2003年12月29日封顶。站房面积12000平方米，站台为3站台5线，预留4/5站台，车站到发线长850米。并设站扬州客整所、扬州折返段。
2004年4月18日扬州火车站建成通车，并开行5条五条始发线路，分别为Z29/30扬州-北京、T782/3扬州-上海、K61/2扬州-西安、K223/224扬州-广州、K383/384扬州至汉口。
2012年12月21日调图后，扬州客整所停用，原车站始发列车改回送至泰州客整所整备。2013年随着宁启铁路复线电气化工程的建设，扬州站启用了封存的4/5站台，并延长至550米，同步延长雨棚至450米。同时铺设预留下行正线和对应4站台到发线一条，同时延伸进站天桥和地道至4/5站台。并利用废弃的扬州客整所设置综合维修工区。
2016年宁启铁路复线电气化完成，2016年5月15日起扬州站开通动车组列车。
2020年7月1日沪苏通铁路开通，扬州站开行前往上海方向动车组列车。
2021年8月6日12时起，因应2019冠状病毒病在扬州当地的本土传播，为防止疫情扩散，扬州站客运业务临时停办，直至9月16日恢复。

## 车站结构

### 站房

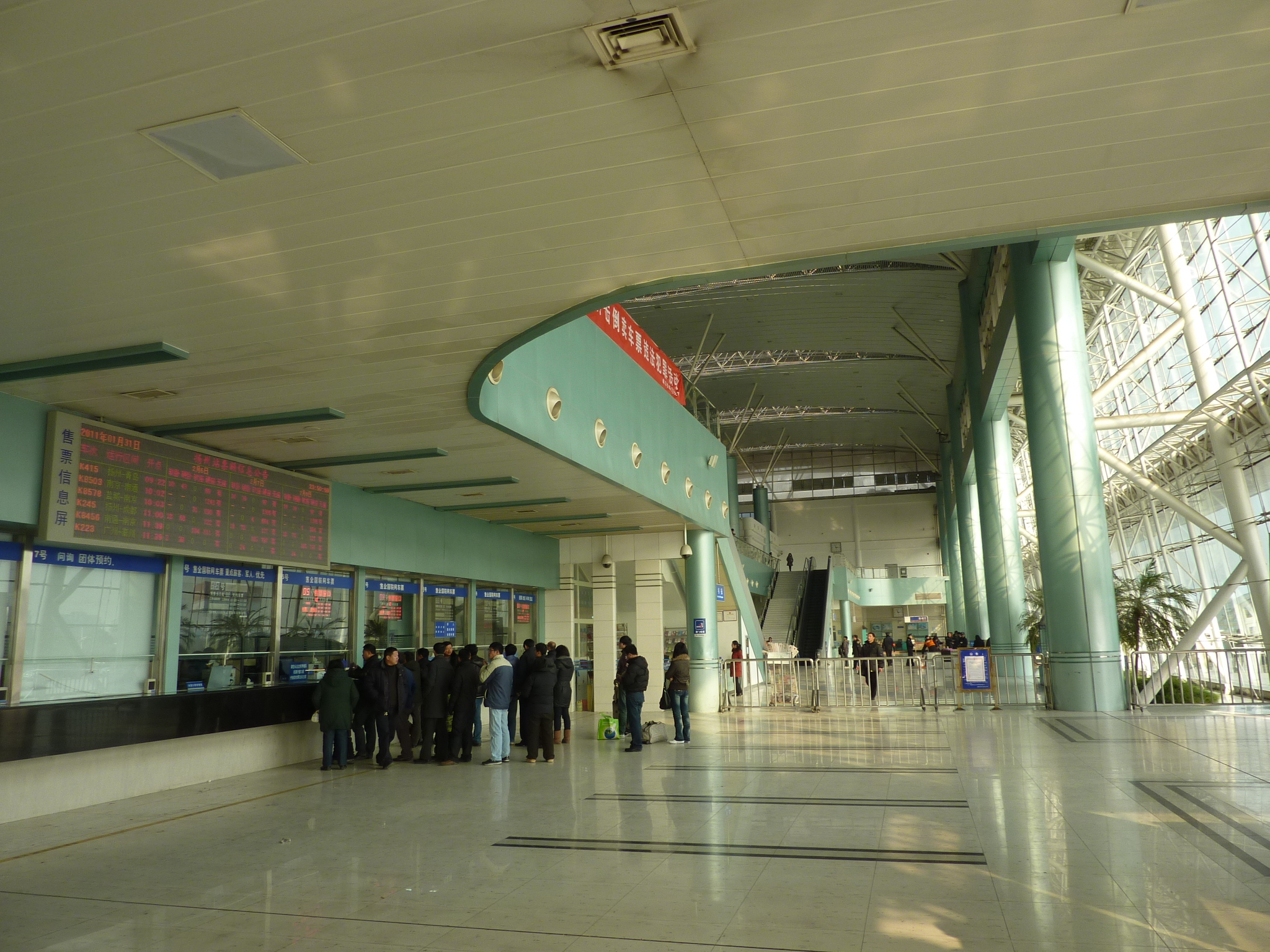
站房内部

扬州站站房高23.8米、长205.4米、宽50.4米，面积11922平方米。外立面中间高、两边低，屋顶采用曲面网架结构，并用香槟色铝板覆盖给人以现代的感觉。车站进站口位于二层，设有落客匝道与外界连接。候车室位于二、三层：其中二层候车室供基本站台列车使用，两侧设有江南园林庭院，墙面镶嵌有《扬州画派、丹青流芳》和《扬州风光》两幅彩色壁画。

### 站场
扬州站设到发线5条、正线2条，设长550、宽18米的基本站台一座、长550米、宽11米的岛式中间站台2座。站场被无站台柱钢结构雨棚覆盖。目前普速始发列车在4/5站台，1站台为上行车次停靠、2/3站台为下行车次停靠，4站台在高峰段也承担过路车的停靠业务。
综合维修车站设于站对侧，利用原扬州客整所1-4道设置养护工区，客整所5道-8道存车线进行电气化改造，以满足未来存放动车组/动力集中式动车组存放需求。
| 北↑ | 存车线 |                                                |  |
| 9道 | 5      | 普速场 到发线                                  |  |
|     | 岛式   |                                                |  |
| 7道 | 4      | 普速场 到发线                                  |  |
| 5道 | 3      | 普速场 到发线                                  |  |
|     | 岛式   |                                                |  |
| 3道 | 2      | 普速场 到发线                                  |  |
| Ⅰ道 |        | 普速场 （仪征站）宁启铁路 下行正线（扬州北站） |  |
| Ⅱ道 |        | 普速场 （仪征站）宁启铁路 上行正线（扬州北站） |  |
| 4道 | 1      | 普速场 到发线                                  |  |
|     | 侧式   |                                                |  |
| 南↓ | 站房   |                                                |  |

## 接驳交通
扬州汽车客运站别名扬州汽车西站，位于扬州火车站西侧附近。车站发车方向有镇江、南京、天长、淮安、扬州泰州机场等江苏省内各城市（地区）以及省外城市。

### 公交
|          | 番号       | 起点站                            | 站点                           | 终点站                   |
| -------- | ---------- | --------------------------------- | ------------------------------ | ------------------------ |
| 扬州公交 | 游1路      | 西部交通客运枢纽 （扬州火车站西） | 扬州火车站                     | 福运门                   |
| 扬州公交 | 1路        | 西部交通客运枢纽 （扬州火车站西） | 扬州火车站                     | 杉湾花园公交首末站       |
| 扬州公交 | 1路晚      | 西部交通客运枢纽 （扬州火车站西） | 扬州火车站                     | 杉湾花园公交首末站       |
| 扬州公交 | 9路        | 西部交通客运枢纽 （扬州火车站西） | 扬州火车站                     | 汽车东站                 |
| 扬州公交 | 13路       | 西部交通客运枢纽 （扬州火车站西） | 扬州火车站                     | 石油山庄                 |
| 扬州公交 | 16路       | 西部交通客运枢纽 （扬州火车站西） | 扬州火车站                     | 润扬森林公园             |
| 扬州公交 | 18路       | 西部交通客运枢纽 （扬州火车站西） | 扬州火车站                     | 文昌苑                   |
| 扬州公交 | 18路晚     | 西部交通客运枢纽 （扬州火车站西） | 扬州火车站                     | 八南村                   |
| 扬州公交 | 22路       | 西部交通客运枢纽 （扬州火车站西） | 扬州火车站                     | 八南村                   |
| 扬州公交 | 33路       | 西部交通客运枢纽 （扬州火车站西） | 扬州火车站                     | 菱塘客运站(菱塘清真寺)   |
| 扬州公交 | 43路       | 西部交通客运枢纽 （扬州火车站西） | 扬州火车站                     | 刘集镇（大洋华苑）       |
| 扬州公交 | 77路       | 西部交通客运枢纽 （扬州火车站西） | 扬州火车站                     | 仪征汽车客运站           |
| 扬州公交 | 88路       | 西部交通客运枢纽 （扬州火车站西） | 扬州火车站                     | 江都汽车客运站           |
| 扬州公交 | 88路晚     | 西部交通客运枢纽 （扬州火车站西） | 扬州火车站                     | 江都汽车客运站           |
| 扬州公交 | 101路      | 西部交通客运枢纽 （扬州火车站西） | 扬州火车站                     | 江苏太极（常西桥）       |
| 扬州公交 | 大学城专线 | 西部交通客运枢纽 （扬州火车站西） | 扬州火车站                     | 扬州大学广陵学院         |
| 扬州公交 | 26路       | 扬汽驾校（公交二公司）            | 扬州火车站                     | 汽车东站                 |
| 扬州公交 | 26路晚     | 扬汽驾校（公交二公司）            | 扬州火车站                     | 汽车东站                 |
| 扬州公交 | 62路       | 友谊广场                          | 站南路文昌西路                 | 杨庙客运站               |
| 大发公交 | K29路      | 京华城公交首末站                  | 西部客运枢纽 （扬州火车站西）  | 河北民族村(秦栏团结桥东) |
| 大发公交 | K30路      | 市委党校北门                      | 西部客运枢纽 （扬州火车站西）  | 谢集客运站               |
| 大发公交 | K35路      | 西部客运枢纽（扬州汽车客运站）    | 西部客运枢纽（扬州汽车客运站） | 金牛湖地铁站             |

### 地铁
- 南京地铁S5号线（在建）

## 外部连接
- 维基共享资源上的相關多媒體資源：扬州站
- . 扬州市人民政府. 2016-11-04  [2021-09-20]. （原始内容存档于2021-09-21）.